# Giovan Battista Caporali
Giovan Battista Caporali (auch Gian Battista oder Giambattista Caporali, genannt Bitte) (* 1476 in Perugia; † 1560 ebd.) war ein italienischer Maler und Architekt der Renaissance. Von Giorgio Vasari wurde er als Benedetto (genannt Bitti) erwähnt.

## Leben

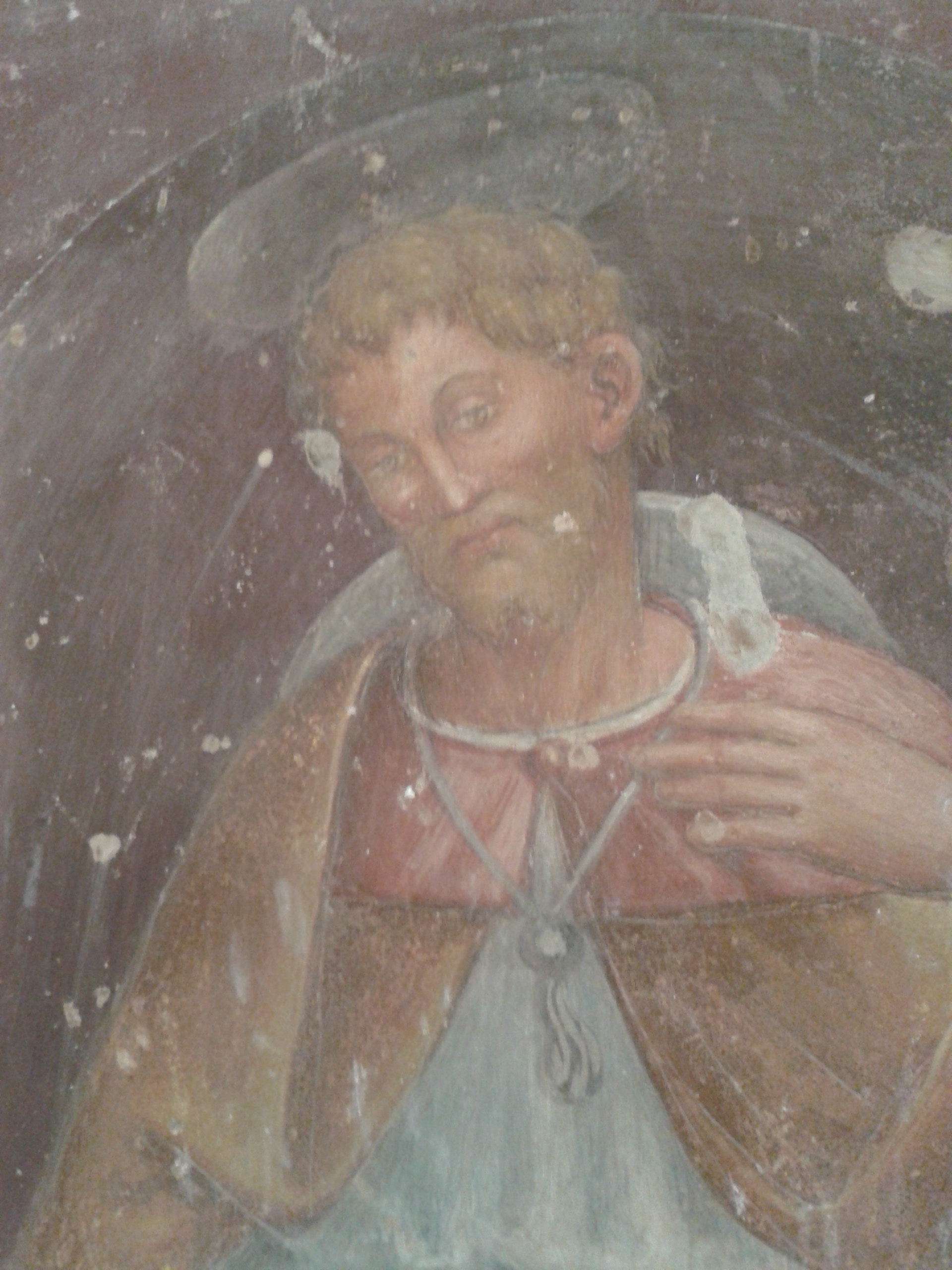
Scene della vita di Sant’Antonio Abate, Chiesa di Sant’Antonio abate, Deruta, Umbrien

Seine Eltern waren der Maler Bartolomeo di Segnolo und Brigida Cartolari. Nach Vasari war er Schüler von Perugino. Mit Pinturicchio malte er 1503 in Umbertide das Tafelgemälde Incoronazione della Vergine in der Kirche Santa Maria della Fratta (Convento di Santa Maria della Pietà), das sich heute in den Vatikanischen Museen befindet. Um 1508/1509 hielt Caporali sich in Rom auf und hatte Kontakt zu den Architekten Bramante, Peruzzi und Giuliano da Sangallo. 1510 malte er das Fresko Cristo in Trono tra San Giovanni Battista e San Pietro in der Kirche San Salvatore del Ceraseto. Ab 1521 errichtete er bei Cortona für den Kardinal Silvio Passerini die Villa Passerini, auch Il Palazzone genannt. Das Gebäude gehört seit 1968 der Scuola Normale Superiore in Pisa und wird von ihr für Kurse und Konferenzen genutzt. Als Autor trat Caporali in Erscheinung, als er die ersten fünf Architekturbücher Vitruvs auf der Basis der Übersetzung von Cesare Cesariano (1521) neu übersetzte und kommentierte und als Architettura. Con il suo commento et figure Vetruvio in volgar lingua raportato per M. Gianbatista Caporali di Perugia veröffentlichte. Nur in der Biblioteca Marciana überliefert ist das Capitolo delhonore [sic!] della pittura di m. Giambatista Caporali perugino. Er gilt als Lehrer des Architekten Galeazzo Alessi.

## Gemälde

Gemälde in Deruta
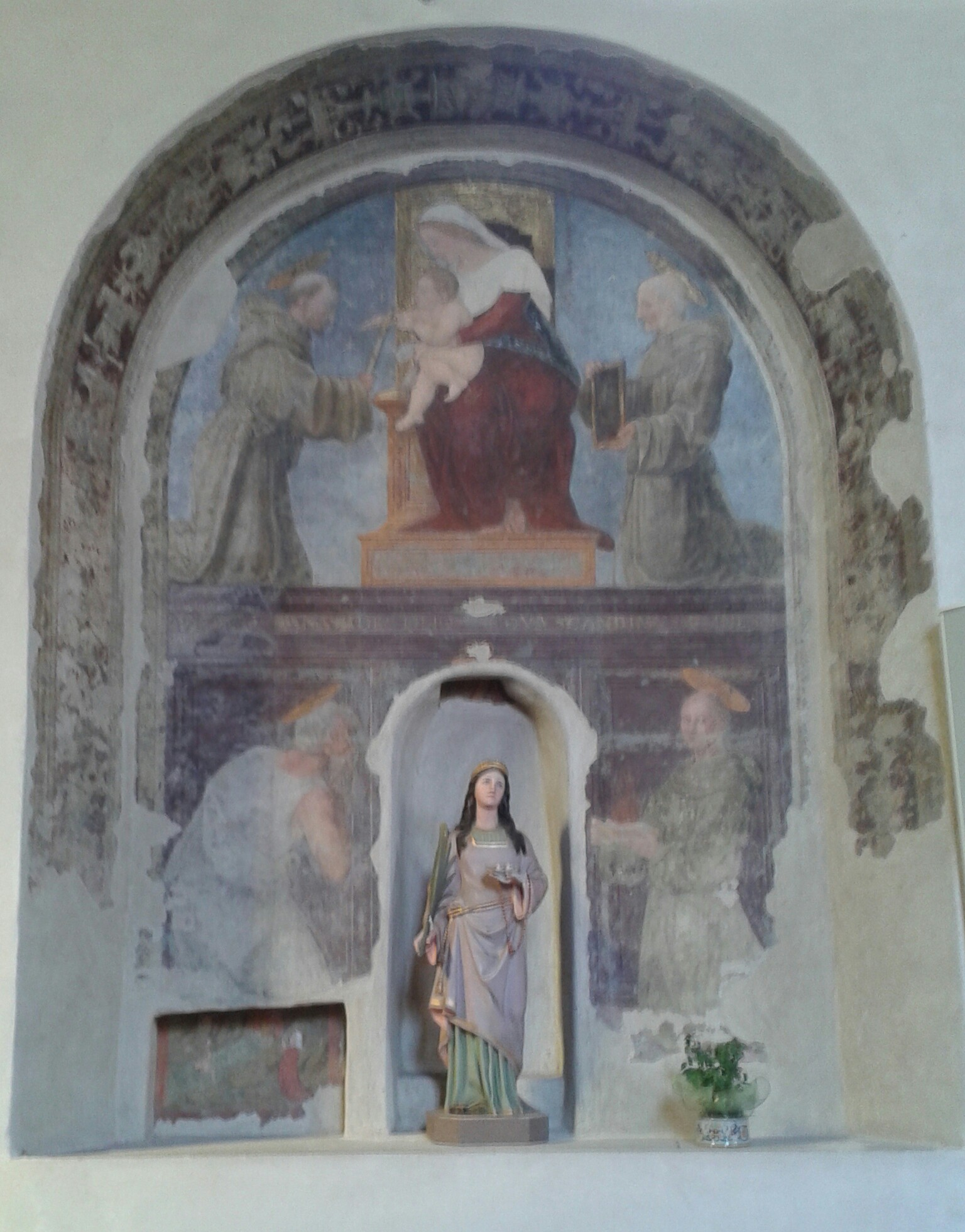
Madonna col Bambino tra San Francesco, San Bernardino da Siena, San Girolamo e Sant’Antonio da Padova, Chiesa di San Francesco
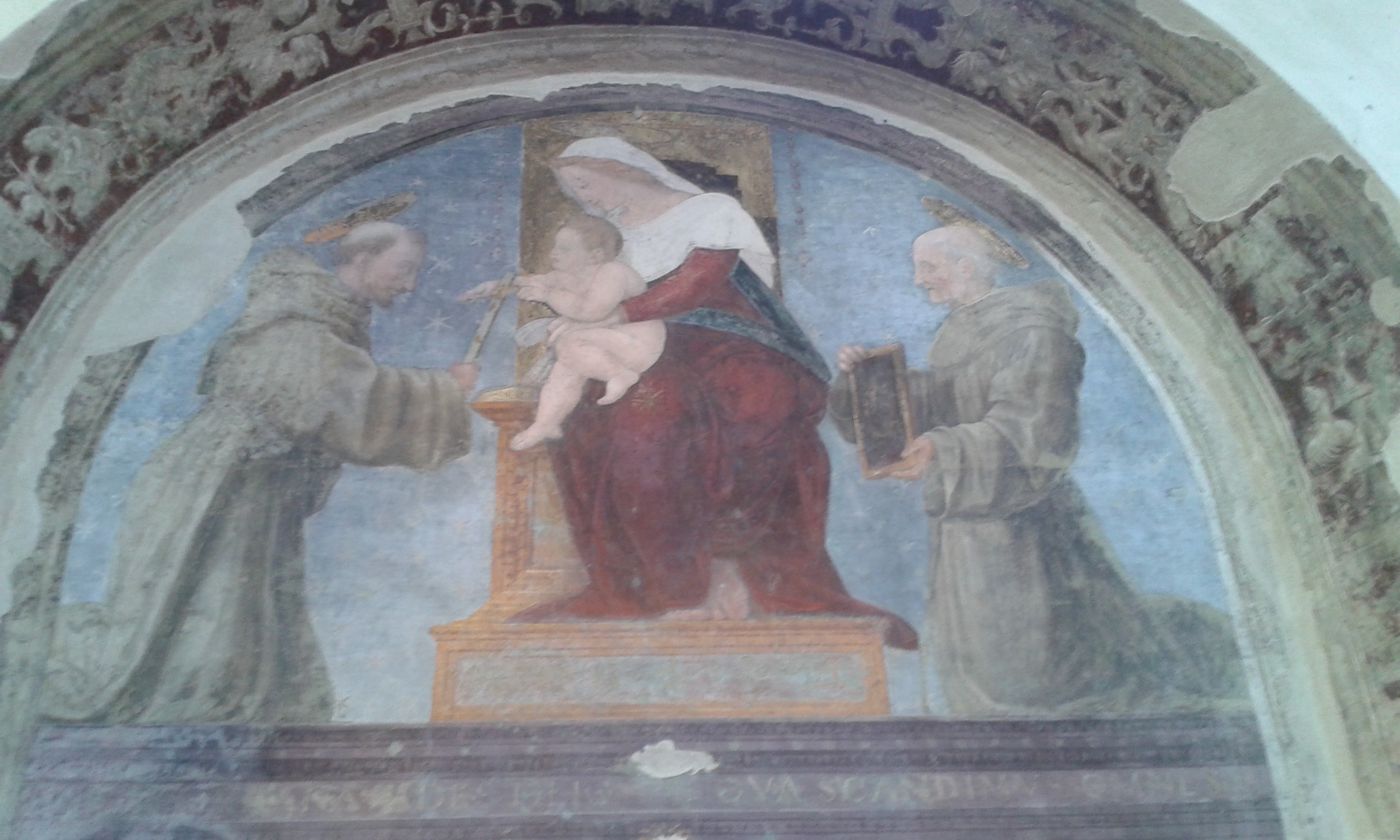
Madonna col Bambino tra santi, Chiesa di San Francesco
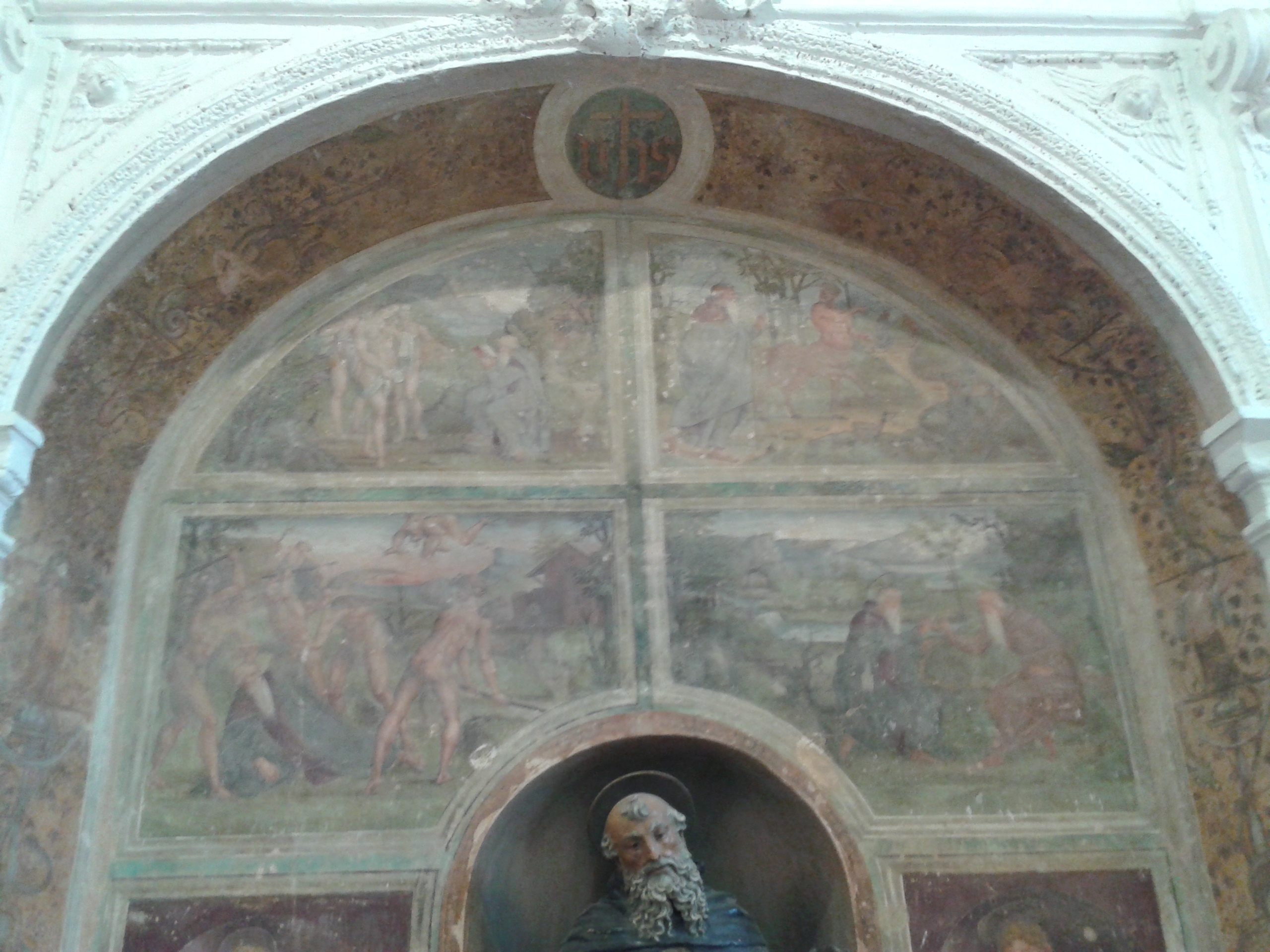
Scene della vita di Sant’Antonio abate, Chiesa di Sant’Antonio abate